# 고보수주의
고보수주의(古保守主義, Paleoconservatism)는 미국을 중심으로 하는 반공 반권위주의 우익 운동으로, 전통과 문민 통치 및 연방주의를 지지하며, 가족, 종교, 지방, 민족 및 서양적 정체성 등의 가치를 강조한다. 칠튼 윌리엄슨 주니어(Chilton Williamson, Jr.)는 고보수주의에 대해 "본토박이의 표현: 위치와 역사에 대한 인식, 선조들과 친척 및 문화로부터 나온 자신에 대한 인식 — 단체적인 동시에 개인적인 주체성"이라고 말했다. 이는 이데올로기가 아니며, 특정 정당에 소속되지 않는다고 한다.
21세기의 고보수주의자들은 주로 이민, 차별 철폐 조처(affirmative action), 외국과의 전쟁 및 복지 등의 문제에 대한 신보수주의자들과의 의견 충돌을 통해 목소리를 내고 있다. 그들은 또한 사회민주주의를 반대하여, 이에 대해 '수술로 유지되는 국가', '복지 전쟁 국가', '예의 바른 전체주의' 등의 표현을 사용하기도 했다. 고보수주의자들은 자신들이야말로 미국 보수주의 전통의 진정한 후계자라고 생각한다.

## 같이 보기
- 대안우파
- 온건 대안우파
- 미국 국민주의
- 반세계화 운동
- 문화보수주의
- 자유보수주의
- 국민보수주의
- 국민자유주의
- 신보수주의
- 구좌파
- 반동주의
- 우파 자유지상주의
- 우익 포퓰리즘